# Enriqueta de Nassau-Weilburg (arxiduquessa d'Àustria)
Enriqueta de Nassau-Weilburg (Bayreuth, 30 d'octubre de 1797 - Viena, 29 de desembre de 1829) fou Princesa de Nassau-Weilburg amb el tractament d'altesa sereníssima que contragué matrimoni amb l'arxiduc Carles Lluís d'Àustria.
Nascuda a Bayreuth essent filla del duc Frederic Guillem de Nassau-Weilburg i de l'aristòcrata alemanya Lluïsa Isabel de Kirchberg. Enriqueta era neta per via paterna del príncep Carles Cristià de Nassau-Weilburg i de la princesa Carolina d'Orange-Nassau.
El dia 15 de setembre de 1815 contragué matrimoni a Weilburg amb l'arxiduc Carles Lluís d'Àustria, fill de l'emperador Leopold II, emperador romanogermànic i de la infanta Maria Lluïsa d'Espanya. La parella tingué set fills:
- SAIR l'arxiduquessa Maria Teresa d'Àustria, nada a Viena el 1816 i morta a Albano el 1867. Es casà el 1837 a Nàpols amb el rei Ferran II de les Dues Sicílies.
- SAIR l'arxiduc Albert d'Àustria, nat a Viena el 1817 i mort a Arco el 1895. Es casà el 1844 a Múnic amb la princesa Hildegard de Baviera.
- SAIR l'arxiduc Carles Ferran d'Àustria, nat a Viena el 1818 i mort a Groß-Seelowitz (Moràvia) el 1874. Es casà a Viena el 1854 amb l'arxiduquessa Elisabet d'Àustria.
- SAIR l'arxiduc Frederic Ferran d'Àustria, nat a Viena el 1821 i mort a Viena el 1847.
- SAIR l'arxiduc Rodolf d'Àustria, nat a Viena el 1822 i mort el mateix 1822.
- SAIR l'arxiduquessa Maria Carolina d'Àustria, nada a Viena el 1825 i morta a Baden, proximitats de Viena, el 1915. Es casà amb l'arxiduc Rainier d'Àustria.

Enriqueta de Nassau-Weilburg morí a Viena el 1829 a l'edat de 32 anys.